# ایلمنیت
ایلمنیت، همچنین به عنوان manaccanite شناخته می‌شود، یک ماده معدنی اکسید تیتانیوم-آهن با فرمول ایده‌آل FeTiO3 است
این ماده جامد، سیاه و سفید یا خاکستری با قابلیت مغناطیسی ضعیف است. از نظر تجاری، ایلمنیت مهم‌ترین سنگ معدنی تیتانیوم است. ایلمنیت منبع اصلی دی‌اکسید تیتانیوم است که در رنگ، جوهر چاپ، پارچه، پلاستیک، کاغذ، ضدآفتاب، مواد غذایی و آرایشی استفاده می‌شود.

## ساختار و خواص
ایلمنیت در سیستم مثلثی متبلور می‌شود. ساختار کریستال ایلمنیت از مشتق مرتب ساختار کوراندوم تشکیل شده‌است. در کوراندوم همه کاتیون‌ها یکسان هستند اما در یون‌های +Fe2 و +Ti4 ایلمنیت لایه‌های متناوب عمود بر محور c مثلثی را اشغال می‌کنند. ایلمنیت حاوی مراکز آهنی با دور زیاد، مغناطیسی است.
ایلمنیت معمولاً در سنگهای آذرین تغییر یافته با حضور یک محصول دگرسان سفید، ماده معدنی شبه لوکوکسن شناخته می‌شود. غالباً ایلمنیت‌ها با لوکوکسن پوشانده می‌شوند، که باعث می‌شود ایلمنیت از مگنتیت و سایر اکسیدهای آهن - تیتانیوم متمایز شود. مثالی که در تصویر سمت راست نشان داده شده‌است نمونه ای از ایلمنیت حاوی لوکوکسن است.
در نور منعکس شده ممکن است با پلوکروازیسم انعکاس بارزتر و رنگ صورتی قهوه ای از مگنتیت متمایز شود.

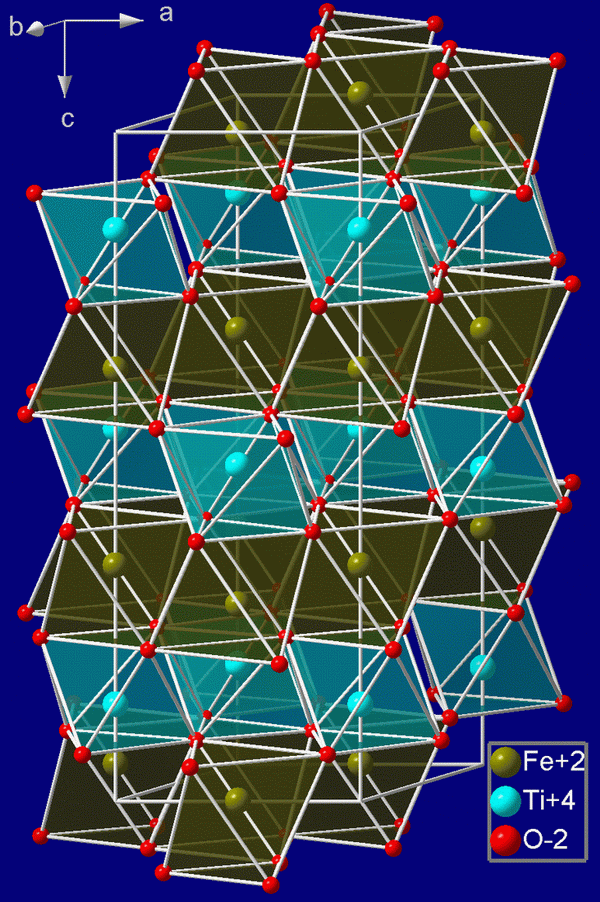
ساختار کریستاری ایلمنیت

نمونه‌های ایلمنیت واکنش ضعیفی به آهنربا دستی نشان می‌دهند.

## تاریخچه کشف
در سال ۱۷۹۱ ویلیام گرگور ایلمنیت را، در نهری که از دره درست در جنوب روستای ماناکان (کورنوال) عبور می‌کند، و برای اولین بار تیتانیوم را به عنوان یکی از ترکیبات ایلمنیت شناسایی کرد، کشف کرد.

## خواص شیمیایی
ایلمنیت اغلب حاوی مقادیر قابل توجهی منیزیم و منگنز است و فرمول شیمیایی کامل را می‌توان به صورت Fe,Mg,Mn,Ti)O3) بیان کرد.
۳. ایلمنیت با ژکیالیت (MgTiO3) و پیروپانیت (MnTiO3) که اعضای نهایی منیزیم و منگنز از سری محلول‌های جامد هستند، یک محلول جامد تشکیل می‌دهد.
اگرچه شواهدی از طیف کاملی از مواد شیمیایی معدنی در Fe,Mg,Mn,Ti)O3) که به صورت سیستم طبیعی بر روی زمین اتفاق یافت می‌شود، بخش عمده ای از ایلمنیت‌ها محدود به FeTiO ایده‌آل و مناسب به صورت ترکیب با درصد مول جزئی از منگنز و منیزیم وجود دارد. یک استثنا کلیدی در ایلمنیت‌های کیمبرلیت است که در آن ماده معدنی معمولاً حاوی مقادیر عمده ای از مولکول‌های ژکیالیت است و در برخی از سنگ‌های فلسیک که بسیار متفاوت هستند، ایلمنیت‌ها ممکن است حاوی مقادیر قابل توجهی از مولکولهای پیروفانیت نیز باشند.
در دمای بالاتر نشان داده شده‌است که یک محلول جامد کامل بین ایلمنیت و هماتیت وجود دارد. در دمای پایین‌تر، یک شکاف قابل اختلاط وجود دارد که منجر به همزیستی این دو ماده معدنی در سنگ‌ها می‌شود اما هیچ محلول جامدی وجود ندارد. این همزیستی ممکن است منجر به ایجاد لامل‌های برون زدایی در ایلمنیت‌های خنک شده با آهن بیشتری در سیستم شود تا اینکه به‌طور همگن در شبکه کریستالی جای بگیرد.

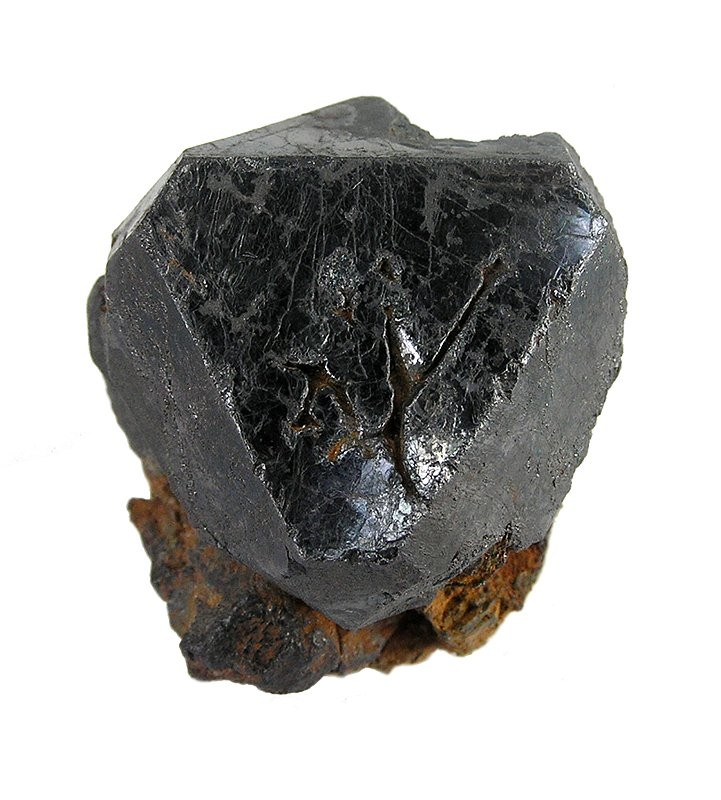
ایلمنیت از فرولند، آست اگدر، نروژ

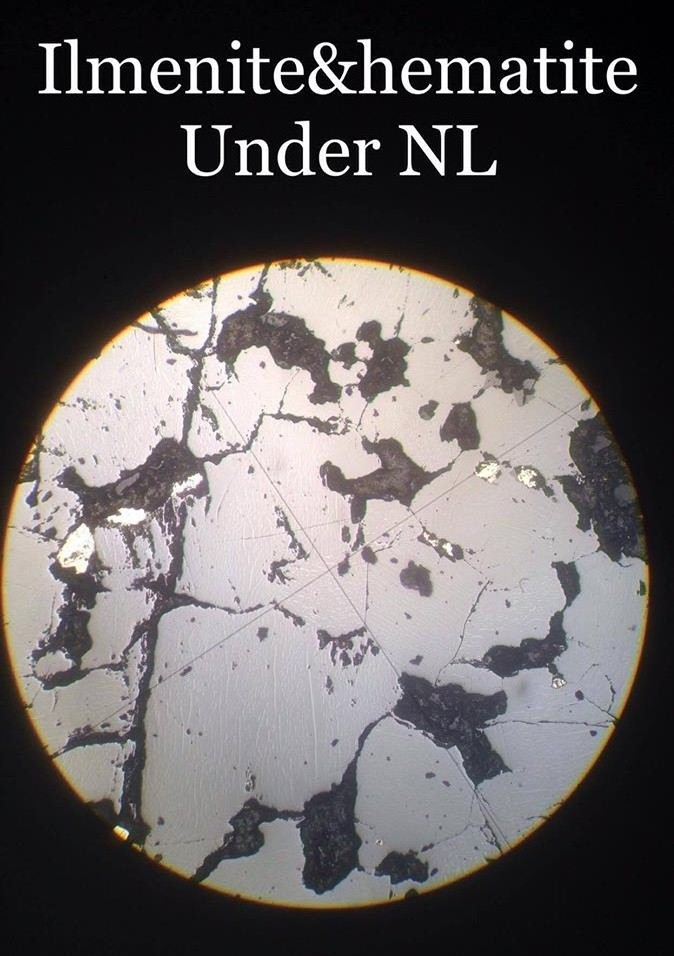
ایلمنیت و هماتیت زیر نور معمولی

ایلمنیت تغییر یافته ماده معدنی لوکوکسن را تشکیل می‌دهد، که به عنوان منبع مهمی از تیتانیوم در رسوبات سنگین ماسه‌های معدنی سنگین در نظر گرفته می‌شود. لوکوکسن یک جز معمولی در گابرو و دیوریت تغییر یافته‌است و به‌طور کلی نشانگر ایلمنیت در سنگ بدون تغییرداده شده‌است.

## پاراژنسیس
ایلمنیت یک ماده معدنی جانبی رایج است که در سنگ‌های دگرگونی و آذرین یافت می‌شود. در غلظتهای زیاد، در نفوذهای لایه ای یافت می‌شود که در آنجا به عنوان بخشی از یک لایه تجمع یافته در چینه نگاری سیلیکات از نفوذ ایجاد می‌شود. ایلمنیت به‌طور کلی در قسمت پیروکسنیتی چنین نفوذهایی (سطح " داخلی پیروکسن") رخ می‌دهد.
ایلمنیت مغناطیسی نشان دهنده پاراژنز کیمبرلیت است و بخشی از انجمن MARID مواد معدنی (میکا-آمفیبول-روتیل-ایلمنیت-دیوپسید) از زنولیت گلیمریت را تشکیل می‌دهد. ایلمنیت منگانیفر در سنگهای گرانیتی و همچنین در نفوذهای کربناتیت یافت می‌شود که ممکن است حاوی نیوبیوم غیرطبیعی نیز باشد.
بسیاری از سنگ‌های آذرین مافیک حاوی دانه‌های مگنتیت و ایلمنیت درون دانه هستند که در اثر اکسیداسیون اولووسپینل تشکیل شده‌اند. ایلمنیت همچنین به صورت دانه‌های گسسته، معمولاً با مقداری هماتیت در محلول جامد وجود دارد و محلول جامد کامل بین دو ماده معدنی در دمای بالاتر از ۹۵۰ درجه سانتیگراد وجود دارد.
تیتانیوم برای اولین بار توسط ویلیام گرگور در سال ۱۷۹۱ در ایلمنیت از دره ماناکان در کورن وال، جنوب غربی انگلیس شناسایی شد.

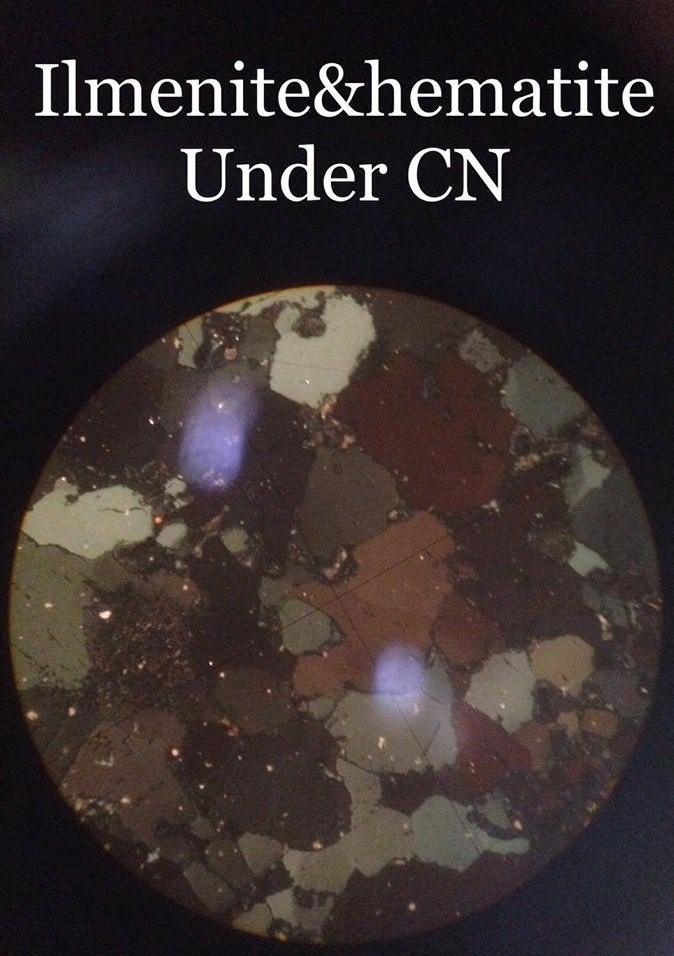
ایلمنیت و هماتیت زیر نور پلاریزه شده

ایلمنیت به دلیل محل کشف در کوه‌های ایلمنسکی، نزدیک میاس روسیه نامگذاری شده‌است.

## پروسه تولید و مصرف
ایلمنیت، بیشتر برای تولید دی‌اکسید تیتانیوم استخراج می‌شود. در سال ۲۰۱۱، حدود ۴۷٪ دی‌اکسید تیتانیوم تولید شده در سراسر جهان از این ماده تولید شده‌است. ایلمنیت و/یا دی‌اکسید تیتانیوم در تولید فلز تیتانیوم استفاده می‌شود.
از دی‌اکسید تیتانیوم بیشتر به عنوان یک رنگ‌دانه سفید استفاده می‌شود و صنایع عمده مصرف‌کننده رنگ‌دانه‌های TiO2 رنگ و پوشش سطح، پلاستیک و کاغذ و مقوا هستند. سرانه مصرف TiO2 در چین حدود ۱٫۱ کیلوگرم در سال است، در حالی که برای اروپای غربی و ایالات متحده ۲٫۷ کیلوگرم است.
ایلمنیت را می‌توان از طریق فرایند سولفات یا فرایند کلرید به دی‌اکسید تیتانیوم در درجه رنگ‌دانه تبدیل کرد.
ایلمنیت همچنین می‌تواند با استفاده از فرایند Becher به روتیل اصلاح و خالص شود.
سنگ معدن ایلمنیت همچنین می‌تواند با استفاده از فرایند ذوب به آهن مایع و سرباره غنی از تیتانیوم تبدیل شود.
سنگ آهن ایلمنیت به عنوان فلاکس توسط فولادسازان برای نسوز کردن کوره بلند استفاده می‌شود.
شن و ماسه ایلمنیت همچنین به عنوان عامل سندبلاست در تمیز کردن قالب‌های تخلیه استفاده می‌شود.
از ایلمنیت می‌توان برای تولید فروتیتانیوم از طریق احیا آلومینوترمی استفاده کرد.

## تولید فیداستاک
استرالیا با حدود ۱٫۳ میلیون تن تولید، بزرگ‌ترین تولیدکننده سنگ ایلمنیت جهان در سال ۲۰۱۱ بود و پس از آن آفریقای جنوبی، کانادا، موزامبیک، هند، چین، ویتنام، اوکراین، نروژ، ماداگاسکار و ایالات متحده قرار گرفتند.
اگرچه بیشتر ایلمنیت از کانسارهای سنگین ماسه‌های معدنی سنگین بازیابی می‌شود، ایلمنیت را می‌توان از منابع نفوذی لایه ای یا منابع سنگ تیتانیوم «سنگ سخت» نیز بازیابی کرد.
چهار تولیدکننده ایلمنیت و روتیل در سال ۲۰۱۰ گروه‌های ریوتینتو، منابع ایلوکا، اکسزارو و کنمار بود که در مجموع بیش از ۶۰٪ از منابع جهان را تشکیل می‌داد.
دو معدن بزرگ ایلمنیت ریخته‌گری جهان عبارتند از:
معدن Tellnes واقع در Sokndal، نروژ که توسط Titania AS اداره می‌شود (متعلق به Kronos Worldwide Inc.) با ظرفیت 0.55 Mtpa و ذخیره 57Mt ماده TiO2.
معدن لاک تیو متعلق به گروه ریو تینتو واقع در حوالی هاور سن پی یر، کبک در کانادا با ظرفیت 3 Mtpa و ذخیره 52Mt.